# Рудианос
Рудианос (Rudianos, то есть «красный») — кельтский бог войны, почитался в Галлии. В римское время был отождествлён с Марсом. 
Посвятительные надписи с его именем известны из Сент-Андеоль (англ. Saint-Andéol, Drôme) и Рошфор-Самсон (англ. Rochefort-Samson) (департамент Дром), а также из Сан-Мишель-де-Вальбон (Saint-Michel-de-Valbonne). В Сан-Мишель-де-Вальбон также найдено древнее изображение бога войны, датируемое VI веком до н.э., возможно, это и есть изображение Рудианоса. На каменном менгире грубо вырезана фигура всадника с нереалистично большой головой и с пятью притороченными к седлу отрубленными головами врагов. Такая иконография бога войны напоминает нам об охоте за головами, которую практиковали древние кельты, также, согласно античным авторам, приторачивавшие отрубленные головы врагов к своим сёдлам.